# Carl E. Brown
Carl E. Brown   (Toronto, 1959) es un fotògraf, cineasta experimental, alquimista i escriptor canadenc. El seu estil es caracteritza per treballar el negatiu directament, de forma plàstica i reinventant les eines convencionals del cinema. Les imatges resultants son de colors vibrants i saturats, alliberant l'espai fílmic de qualsevol relació amb la realitat o voluntat d'explicar cap història i encaminant l'obra cap a una realitat autònoma. L'ús de la química per crear paisatges visuals de tons i ritmes concrets és el que defineix els seus films.
Brown estudia filosofia i psicologia a la Universitat de Toronto durant dos anys abans de pasar a estudiar cinema al Sheridan College, estudis que va completar l'any 1982.
La seva obra conté gairebé vint pel·lícules que han estat projectades en diferents festivals arreu d'America, Europa i Asia. Tanmateix, també van ser part d'una exposició retrospectiva al Louvre anomenada "Experiences chromatiques del cinema contemporani" l'any 1995.
Ha colaborat amb el cineasta experimental Michael Snow en diverses ocasions, originant peces com Cloister (1991), on Snow va treballar en el so, o Brownsnow (1994).

## Filmografia
Mine's Bedlam (1980) - 8 mins
Urban Fire (1982) - 15 mins
Full Moon Darkness (1985) - 90 mins
Condensation of Sensation (1987) - 72 mins
Cloister (1989) - 31 mins
Drop (1989) - 4 mins
Re:Entry (1990) - 87 mins
Sheep (1991) - 7 mins
Air Cries "Empty Water" (1993) - 120 mins
The Red Thread (1993) - 60 mins
Misery Loves Company (1993) - 61 mins
Brownsnow (1994) - 134 mins
Le Mistral, Beautiful But Terrible (1997) - 111 mins
Fine Pain (1999) - 58 mins
Two Pictures (1999) - 12 mins
neige noire (2003) - 64 mins
L'invitation au Voyage (2003) - 33 mins
Triage (2004) - 30 mins
Blue Monet (2006) - 53 mins
Quiet Chaos of Desire (2007) - 4 mins
Memory Fade (2009) - 35 mins